# Чемпионат мира по настольному теннису 1928
Чемпионат мира по настольному теннису 1928 года прошёл с 24 по 29 января в Стокгольме (Швеция).

## Медалисты
| Разряд                   | Золото                                                                                | Серебро                                                                   | Бронза                                                                             |
| ------------------------ | ------------------------------------------------------------------------------------- | ------------------------------------------------------------------------- | ---------------------------------------------------------------------------------- |
| Мужской одиночный разряд | Золтан Мехлович                                                                       | Ласло Беллак                                                              | Пауль Флуссман                                                                     |
| Мужской одиночный разряд | Золтан Мехлович                                                                       | Ласло Беллак                                                              | Альфред Либстер                                                                    |
| Женский одиночный разряд | Мария Меднянски                                                                       | Эрика Мецгер                                                              | Дорис Габбинс                                                                      |
| Женский одиночный разряд | Мария Меднянски                                                                       | Эрика Мецгер                                                              | Джоан Ингрэм                                                                       |
| Мужской парный разряд    | Альфред Либстер Роберт Тум                                                            | Чарлз Булл Фредерик Перри                                                 | Ласло Беллак Шандор Гланц                                                          |
| Мужской парный разряд    | Альфред Либстер Роберт Тум                                                            | Чарлз Булл Фредерик Перри                                                 | Роланд Якоби Золтан Мехлович                                                       |
| Женский парный разряд    | Фанкетте Фламм Мария Меднянски                                                        | Дорис Габбинс Бренда Соммервилл                                           | Джоан Ингрэм Винифред Лэнд                                                         |
| Микст                    | Золтан Мехлович Мария Меднянски                                                       | Даниэль Печи Эрика Мецгер                                                 | Чарлз Булл Джоан Ингрэм                                                            |
| Микст                    | Золтан Мехлович Мария Меднянски                                                       | Даниэль Печи Эрика Мецгер                                                 | Фредерик Перри Винифред Лэнд                                                       |
| Мужской командный турнир | Венгрия · Ласло Беллак · Шандор Гланц · Роланд Якоби · Золтан Мехлович · Даниэль Печи | Австрия · Пауль Флюссман · Альфред Либстер · Роберт Тум · Мунио Пиллингер | Англия · Чарлз Булл · Чарльз Оллрайт · Эдриан Хейдон · Фредерик Перри · К. Г. Мэйз |